# 鹿黒
鹿黒（かぐろ）は、千葉県印西市の大字。郵便番号270-1363。

## 地理
北から東は大森、南は鹿黒南、西は和泉、北西は亀成に隣接している。

### 小字
小字は以下の通り。
- 上谷津（かみやつ）
- 堂下（どうした）
- 後田（うしろだ）
- 金子開（かねこびらき）
- 新田（しんでん）
- 干場下（ほしばした）
- 橋本（はしもと）
- 入谷津（いりやつ）
- 屋敷口（やしきぐち）
- 堀込（ほりごめ）
- アラク（あらく）
- 久台（きゅうだい）
- 新山（にいやま）
- 新堀（しんぼり）
- 原（はら）
- アラク山（あらくやま）
- 向地（むかいぢ）

## 歴史
江戸時代は鹿黒村・鹿黒新田の2村、1874年（明治7年）頃からは鹿黒村である。
鹿黒村（かぐろむら）は下総国印旛郡のうち。印西領に属す。「寛文印知集」では1664年（寛文4年）皆川藩領分の村として見え、「各村級分」では旗本松平氏領、1701年（元禄14年）から佐倉藩領、1723年（享保8年）から淀藩領。村高は『元禄郷帳』80石余、『天保郷帳』『旧高旧領取調帳』ともに152石余。1723年（享保8年）『淀領郷村帳』によれば、小物成として夫役永456文余を上納（田辺家文書）。1800年（寛政12年）五人組并持高改帳によれば、家数18（五人組法規集）。神社は八幡神社、寺院は西光寺。1873年（明治6年）千葉県に所属。1874年（同7年）頃鹿黒新田を併せる。1889年（明治22年）大杜村の大字となる。
鹿黒新田（かぐろしんでん）は下総国印旛郡のうち。印西領に属す。手賀沼南東部の丘陵地上に位置する。もと小金牧のうち印西牧の一部。1670年（寛文10年）惣深新田開発請負主・鰭ケ崎村清重郎らがそれまで入会地であった草深野の一部を対立緩和のため、近隣16か村に分与した。それを切添新田として鹿黒村が開発し1676年（延宝4年）の検地により高請され成立。幕府領。村高は『元禄郷帳』59石余、『天保郷帳』『旧高旧領』ともに98石余。1676年（延宝4年）の反別下畑11町8反余・屋敷7畝余。1873年（明治6年）千葉県に所属。1874年（同7年）頃鹿黒新田の一部となる。

### 沿革
- 1873年（明治6年） - 千葉県に所属。
- 1874年（明治7年）頃 - 鹿黒村と鹿黒新田が合併し鹿黒村が成立。
- 1889年（明治22年）4月1日 - 町村制施行し大森村、鹿黒村、発作村、亀成村が合併し印旛郡大杜村が発足。大杜村大字鹿黒になる。
- 1913年（大正2年）3月1日 - 大杜村が町制施行・改称して大森町となる。大森町大字鹿黒となる。
- 1954年（昭和29年）12月1日 - 木下町・大森町・船穂村と永治村の一部が合併し印西町が発足。印西町鹿黒となる。
- 1996年（平成8年）4月1日 - 印西町が市制施行して印西市となる。印西市鹿黒となる。

## 世帯数と人口
2017年（平成29年）10月31日現在の世帯数と人口は以下の通りである。
| 大字 | 世帯数 | 人口  |
| ---- | ------ | ----- |
| 鹿黒 | 72世帯 | 208人 |

## 小・中学校の学区
市立小・中学校に通う場合、学区は以下の通りとなる。
| 番地 | 小学校             | 中学校             |
| ---- | ------------------ | ------------------ |
| 全域 | 印西市立大森小学校 | 印西市立印西中学校 |

## 交通

### 道路
- 主要地方道
  - 千葉県道4号千葉竜ヶ崎線

## 施設
- 鹿黒集会所
- 正一位八幡宮
- 印西大師